# Уобаш
Уобаш (на английски: Green River) е река в северната част на САЩ, протичаща през щатите Охайо, Индиана и Илинойс, най-голям десен приток на Охайо. Дължината ѝ е 851 km, а площта на водосборния басейн – 85 860 km². Името Уобаш идва от езика на племето маями и означава „блестящо бяла“ или „реката над белите камъни“..
Река Уобаш води началото си на 323 m н.в., в окръг Дарк, в западната част на щата Охайо. В горното си течение има предимно западна посока, а
при град Тера Хоут завива на юг и в продължение на 320 km образува границата между щатите Индиана и Илинойс. По цялото си протежение тече по равнинни местности, като силно меандрира, със спокойно и бавно течение. Влива се отдясно в река Охайо, на 106 m н.в., там където се събират границите на щатите Индиана, Илинойс и Кентъки.
Водосборния басейн на река Уобаш обхваща площ от 85 860 km², което представлява 17,5% от водосборния басейн на река Охайо. На запад и северозапад водосборния басейн на Уобаш граничи с водосборните басейни на реките Биг Мъди, Каскаския и Илинойс (леви притоци на Мисисипи, на север и североизток – с водосборните басейни на реките Сейнт Доузеф и Маями (от басейна на река Сейн Лорънс, а на изток и югоизток – с водосборните басейни на реките Скиото, Маями и други по-малки, десни притоци на Охайо. Основни притоци: леви – Саламон (136 km), Мисисинеуа (190 km), Уолдкат Крийк (135 km), Сугар Крийк (150 km), Уайт Ривър (583 km); десни – Ел Ривър (151 km), Типикану (293 km), Имбарас (314 km), Литъл Уобаш (390 km).
Подхранването на река Уобаш е смесено (снежно-дъждовно). Среден годишен отток в долното течение 1001 m³/s. До 18 век французите използват реката като важен транспортен път между Луизиана и Квебек. След Войната от 1812 г. американските заселници бързо завземат долината на реката, като тя остава важен воден път. След построяването на железопътната линия през 1850-те ролята и като транспортна артерия постепенно намалява.В долното си течение реката е шлюзована и е плавателна за плитко газещи речни съдове до град Ковингтън. По течението на река Уобаш са разположени множество населени места, като най-големите са градовете: Блъфтън, Хънтингтън, Уобаш, Перу, Логанспорт, Лафайет, Уилямспорт, Ковингтън, Тера Хоут, Вансен (в щата Индиана); Маунт Кармел (в щата Илинойс).